# (17473) Freddiemercury
(17473) Freddiemercury es un asteroide perteneciente al cinturón de asteroides, descubierto el 21 de marzo de 1991 por Henri Debehogne desde el Observatorio de La Silla, Chile.

## Designación y nombre
Designado provisionalmente como 1991 FM3. Fue nombrado Freddiemercury en honor al vocalista de la banda de rock Queen, Freddie Mercury.

## Características orbitales
Freddiemercury está situado a una distancia media del Sol de 2,389 ua, pudiendo alejarse hasta 2,760 ua y acercarse hasta 2,018 ua. Su excentricidad es 0,155 y la inclinación orbital 0,912 grados. Emplea 1349 días en completar una órbita alrededor del Sol.

## Características físicas
La magnitud absoluta de Freddiemercury es 14,4. Tiene 3,435 km de diámetro y su albedo se estima en 0,313.